# 川迫村
川迫村（かわさこむら）は、広島県山県郡にあった村。現在の山県郡北広島町の一部にあたる。

## 地理
- 河川：可愛川（江の川）[1]、志路原川[2]
- 山岳：日野山[3]

## 歴史
- 1889年（明治22年）4月1日、町村制の施行により、山県郡川戸村、中山村、蔵迫村、舞綱村が合併して村制施行し、川迫村が発足[4][5]。
- 1954年（昭和29年）11月3日、山県郡八重町、壬生町、南方村、本地村と合併し、千代田町を新設して廃止された[4][5]。

## 産業
- 農業